# ضربة تنس
ضربة التنس في لعبة التنس، هناك مجموعة متنوعة من أنواع الضربات (طرق ضرب الكرة) والتي يمكن تصنيفها بطرق مختلفة. الإرسال هو الضربة الافتتاحية للنقطة، ويتم عادةً ضربه باستخدام حركة رمي من الأعلى. يتم تصنيف الضربات التي يتم ضربها أثناء النقطة إلى فئتين رئيسيتين: الضربات الأرضية، والتي يتم ضربها بعد ارتداد الكرة، والضربات الطائرة، والتي يتم ضربها من الهواء. يمكن تصنيف الضربات الأرضية والضربات الطائرة على أنها إما ضربات أمامية أو ضربات خلفية ، مع تحديد التصنيف حسب جانب الجسم الذي تضرب عليه الكرة.
هناك أنواع معينة من الضربات الأرضية والطائرة لها أسماء محددة، حتى يتمكن لاعبو التنس من التواصل بشكل أفضل حول النقاط التي يلعبونها. الضربة العالية هي ضربة أرضية يتم ضربها عالياً في الهواء، وعادةً ما يكون الهدف منها ضرب الكرة فوق رأس الخصم الذي يقف عند الشبكة. الضربة العابرة هي ضربة أرضية يتم توجيهها نحو الخصم عند الشبكة. الضربة الساحقة (يشار إليها أيضًا باسم "الضربة العلوية") هي ضربة علوية تُستخدم لضرب الكرات العالية العائمة بسرعة عالية. ويستخدم حركة مماثلة للخدمة. الضربة الساقطة هي ضربة بطيئة الحركة، وعادة ما يتم لعبها مع الدوران الخلفي، حيث يتم ضربها عمدًا قصيرة، على أمل أن ترتد الكرة مرتين قبل أن يتمكن خصم المهاجم من استعادتها.
في كثير من الأحيان يتم تصنيف اللقطات حسب اتجاهها. الضربة المتقاطعة هي الضربة التي يتم ضربها من الجانب الأيسر (أو الأيمن) لملعب أحد اللاعبين إلى الجانب الأيسر (أو الأيمن) لملعب اللاعب الآخر (من وجهة نظر كل لاعب)، بحيث تعبر الخط الأوسط الطولي للملعب. الضربة المباشرة هي الضربة التي يتم ضربها بشكل موازٍ تقريبًا لأحد الخطوط الجانبية وبالقرب منه، بحيث لا تتجاوز الخط المركزي أبدًا.
تُسمى الضربات التي تُضرب أثناء نقطة ما دون أن ترتد الكرة بالضربات الطائرة، بينما تُسمى الضربات التي تُضرب بعد جزء من الثانية من ارتداد الكرة بالضربات نصف الطائرة
الضربة المقطوعة هي ضربة أرضية أو ضربة طائرة مع لف خلفي، في حين أن الضربة العلوية هي ضربة أرضية أو ضربة طائرة مع لف علوي.
يمكن تصنيف ضربات التنس وفقًا لوقت ضربها (الإرسال، الضربة الأرضية، الضربة الطائرة، نصف الضربة الطائرة)، أو كيفية ضربها (ضربة ساحقة، ضربة أمامية، ضربة خلفية، ضربة مسطحة، دوران جانبي، صد، ضربة مقطعية، ضربة دوران علوي)، أو مكان ضربها (ضربة عالية، ضربة تمرير، ضربة إسقاطية، ضربة عبر الملعب، ضربة على طول الخط).
تعتبر جميع الضربات التي تمر فوق الشبكة أو حولها وتهبط في أي مكان داخل حدود الملعب، بما في ذلك الخطوط (باستثناء الإرسال، الذي يجب أن يهبط داخل منطقة الإرسال المخصصة)، جيدة . تعتبر الضربات التي تلمس الشبكة ثم تهبط في المنطقة المخصصة لها جيدة أيضًا، باستثناء الإرسال. تسمى الضربات التي تسقط في مربع الإرسال بعد لمس الشبكة ضربات إرسال ، ويقوم الخادم ببساطة بالإرسال مرة أخرى، دون أي تأثير على النتيجة.

## آليات اللعب
الإرسال (أو بشكل أكثر رسمية، الإرسال) في لعبة التنس هو ضربة لبدء النقطة. الخدمة الأكثر شيوعاً هي الخدمة العلوية . يتم البدء برمي الكرة في الهواء فوق رأس المرسل وضربها عندما يكون الذراع ممدودًا بالكامل (عادةً بالقرب من قمة مسارها) في مربع الخدمة المقابل قطريًا دون لمس الشبكة. قد يستخدم الخادم أنواعًا مختلفة من الإرسال: الإرسال المسطح، أو الإرسال العلوي، أو الإرسال الأمريكي الملتوي (أو الركل)، أو الإرسال المسلوق. يُطلق على الإرسال المقطوع بشدة أحيانًا اسم "الدوران الجانبي". يكتفي بعض الخوادم باستخدام الإرسال فقط لبدء النقطة؛ في حين يحاول اللاعبون المتقدمون غالبًا ضرب ضربة فائزة بإرسالهم. تسمى الإرسال الفائز الذي لا يلمسه الخصم بالآس.

## ضربة أمامية
يتم توجيه الضربة الأمامية من الجانب المهيمن للجسم عن طريق تأرجح المضرب في الاتجاه الذي يريد اللاعب توجيه الضربة إليه. يُطلق عليها اسم الضربة الأمامية لأن المضرب يُمسك بطريقة تجعل الشخص الذي يضرب الكرة بدون المضرب سوف تصطدم براحة يده. هذا هو الجانب الآخر من الضربة الخلفية. تعتبر هذه الضربة الأسهل لإتقانها، ربما لأنها الضربة الأكثر طبيعية. غالبًا ما يتمتع اللاعبون المبتدئون والمتقدمون بضربات أمامية أفضل من أي ضربات أخرى ويستخدمونها كسلاح.
هناك طرق مختلفة لتنفيذ الضربة الأمامية، وقد تقلبت شعبيتها على مر السنين. والأهم منها هي القارية والشرقية والغربية. الفرق الرئيسي بين القبضات هو الزوايا المختلفة التي تخلقها بين زاوية راحة يدك وزاوية وجه المضرب. أنت معتاد على استشعار الاتجاه الذي يواجهه راحة يدك، لذا فإن راحة يدك تشكل الأساس الأكثر بديهية لاستشعار الاتجاه الذي يواجهه مضربك. لفترة طويلة، اعتبر الكثيرون أن اللاعب الصغير والضعيف بيل جونستون، الذي عاش في عشرينيات القرن العشرين، كان صاحب أفضل ضربة أمامية على الإطلاق، وهي الضربة التي كان يضربها بارتفاع الكتف مستخدماً قبضة غربية . لم يستخدم سوى عدد قليل من اللاعبين المتميزين القبضة الغربية بعد عشرينيات القرن العشرين، ولكن في الجزء الأخير من القرن العشرين، ومع تغير تقنيات ومعدات الضرب بشكل جذري، عادت الضربة الأمامية الغربية بقوة ويستخدمها الآن العديد من اللاعبين المعاصرين. بغض النظر عن نوع القبضة المستخدمة، فإن معظم الضربات الأمامية يتم تنفيذها عادةً بيد واحدة تحمل المضرب، ولكن كان هناك لاعبون جيدون يستخدمون الضربات الأمامية بكلتا اليدين. في أربعينيات وخمسينيات القرن العشرين، استخدم اللاعب الإكوادوري/الأمريكي بانشو سيجورا الضربة الأمامية بكلتا اليدين لتأثير مدمر ضد اللاعبين الأكبر حجماً والأكثر قوة، وتستخدم العديد من اللاعبات والشباب الضربة بكلتا اليدين اليوم.

## ضربة خلفية
يتم ضرب الضربة الخلفية من الجانب غير المسيطر من الجسم عن طريق جلب المضرب عبر الجسم (إظهار الجزء الخلفي من يدك للخصم) وتأرجح المضرب بعيدًا عن الجسم في الاتجاه الذي يريد اللاعب أن تذهب إليه الكرة. يعتبر بشكل عام أكثر صعوبة في الإتقان من الضربة الأمامية. يمكن تنفيذه باستخدام يد واحدة أو بكلتا اليدين. طوال الجزء الأكبر من القرن العشرين، كان يتم أداء هذه الأغنية بيد واحدة، باستخدام قبضة شرقية أو قارية . كان أول اللاعبين المشهورين الذين استخدموا اليدين هما الأستراليان في ثلاثينيات القرن العشرين فيفيان ماكجراث وجون بروميتش. تم استخدام الضربة الخلفية باليدين في كثير من الأحيان لأنها سمحت بالوصول بسهولة إلى القوة والتحكم. لقد استخدم لاعبون مثل فينوس ويليامز، وسيرينا ويليامز، وماريا شارابوفا، وأندريه أغاسي هذه الضربة إلى أقصى إمكاناتها للفوز بالعديد من البطولات الكبرى. تمنح اليدان للاعب مزيدًا من القوة مما يوفر للاعب ميزة في التسديدات التي تركز على القوة. ومع ذلك، فإن يد واحدة مفيدة لأنها يمكن أن تولد ضربة مقطعية، وتطبيق الدوران الخلفي على الكرة لإنتاج ارتداد منخفض المسار. كان اللاعب الذي اعتُبر لفترة طويلة صاحب أفضل ضربة خلفية على الإطلاق، دون بودج، يتمتع بضربة قوية للغاية بيد واحدة في ثلاثينيات وأربعينيات القرن العشرين والتي كانت تنقل دورانًا علويًا إلى الكرة. كما استخدم كين روزوال، وهو لاعب آخر اشتهر بضرباته الخلفية بيد واحدة، ضربة خلفية دقيقة ومميتة مع دوران سفلي خلال الخمسينيات والستينيات. يستخدم عدد قليل من اللاعبين، ولا سيما مونيكا سيليش، كلتا يديهم في كل من الضربتين الخلفية والأمامية.

## كرة طائرة
يتم تنفيذ الضربة الطائرة في الهواء قبل أن ترتد الكرة، وعادة ما تكون بالقرب من الشبكة أو داخل خط الخدمة. تتكون الضربات الطائرة من الضربات الطائرة الأمامية والضربات الطائرة الخلفية  وعادة ما يتم إجراؤها بحركة "لكمة" قوية بالمعصم لضرب الكرة في منطقة مفتوحة من ملعب الخصم. يتم تنفيذ نصف الضربة الطائرة عن طريق ضرب الكرة أثناء الارتفاع مباشرة بعد ارتدادها، ومرة أخرى عمومًا في محيط الشبكة. من وضع دفاعي ضعيف على خط الأساس، يمكن استخدام الضربة العالية كسلاح هجومي أو دفاعي، وضرب الكرة عالياً وعميقاً في ملعب الخصم لتمكين اللاعب الذي يضرب الضربة العالية من الوصول إلى وضع دفاعي أفضل أو الفوز بالنقطة مباشرة عن طريق ضربها فوق رأس الخصم. ومع ذلك، إذا لم يتم ضرب الضربة العالية بعمق كافٍ في الملعب الآخر، فقد يقوم الخصم بعد ذلك بضربة ساحقة فوق الرأس ، وهي ضربة قوية تشبه الإرسال (ضربة فوق رأس اللاعب)، لإنهاء النقطة. أخيرًا، إذا كان الخصم في عمق ملعبه، فقد يستخدم اللاعب فجأة ضربة إسقاط غير متوقعة، عن طريق ضرب الكرة برفق فوق الشبكة مباشرة بحيث لا يتمكن الخصم من الركض بسرعة كافية لاستعادتها.

## لقطات أخرى
- التصويب المتوسط هو ضربة نادرة الاستخدام حيث يضرب اللاعب الكرة بين ساقيه، وعادة ما يكون ظهره مواجهًا للشبكة. تُعرف أيضًا باسم الضربة بين الساقين أو الضربة الجران ويلي (نسبة إلى جييرمو فيلاس، أحد رواد الضربة الأوائل)، وتُؤدى عادةً عندما يتعين على اللاعب الركض لاستعادة الكرة العالية وليس لديه وقت للعودة لمواجهة الشبكة قبل محاولة إعادتها. [2] [3] كانت الضربة رائدة في السبعينيات من قبل جييرمو فيلاس ويانيك نواه ، وكلاهما ادعى أنهما اخترعاها؛ ومن اللاعبين الذين استخدموها لاحقًا إيلي ناستاسي، وبوريس بيكر، وغابرييلا ساباتيني (التي كانت نسختها تسمى "ساباتويني")، وأندريه أغاسي ، وروجر فيدرر ، ورافائيل نادال ، ونوفاك ديوكوفيتش ، ونيكولاس كيرجيوس الذين ساعدوا في نشر الضربة.[3] تُستخدم أحيانًا أيضًا الضربات الموجهة للأمام بين الساقين؛ ويُطلق عليها أحيانًا اسم "الضربات الأمامية".[4]

- ضربة خلفية من فوق الكتف، تستخدم عادة لاستعادة الكرات العالية. أطلق كاتب التنس بود كولينز هذا الاسم تكريمًا للاعب الروماني إيلي ناستاسي ، الذي نشره.[3] هناك ضربة أخرى نادراً ما تستخدم وهي الضربة من خلف الظهر، والتي كما يوحي اسمها، يتم ضربها عن طريق وضع الذراع المفضلة على ظهر اللاعب دون تأرجحه. يتم ضربها عادة أثناء الثبات، ويمكن استخدامها أحيانًا كضربة طائرة. من الصعب إتقانها لأنه من الصعب التنبؤ بالمكان الذي ستضرب فيه الكرة المضرب، إن لم يكن على الإطلاق في معظم الحالات. إن ضرب الكرة بدقة إلى المكان المطلوب أمر صعب للغاية أيضًا.

- ضرب أثناء القفز، التي قدمها جيمي كونورز من أجل استعادة الكرات العالية في وقت مبكر، نظرًا للمدى الرأسي الإضافي الذي توفره القفزة. قد ينتهي الأمر باللاعب الذي يقوم بهذه اللقطة بالقيام بدوران كامل بزاوية 360 درجة في هذه العملية. من المعروف أن روجر فيدرر، وفي كثير من الأحيان رافائيل نادال، يقومان بأداء هذه الضربة، حتى خلال المباريات الرسمية للأخير.[5]